# Стефан IV (папа)
У джерелах до 1960-х років цього папу іноді називають Стефан V, у той час як Стефана III іноді називають Стефан IV. Див. Стефан II (обраний папа) для детальніших пояснень.
Святий Стефан IV (V) (лат. Stephanus; бл.770, Рим — 24 січня 817, Рим) — дев'яносто сьомий папа Римський (22 червня 816—24 січня 817), раніше помилково вважали, що він походив з римського роду Колонна, сучасні історики це спростували, оскільки рід Колонна вперше згадується з ХІ століття.
Син римлянина Марина (лат. Marinus). Належав до древнього аристократичного римського роду, з якого вийшли також пізніші папи Сергій II і Адріан II. В юному віці був взятий на службу в Латеранський палац під час понтифікату папи Адріана І, папа Лев ІІІ звів його в сан іподиякона, а пізніше — диякона. Коли 12 червня 816 року помер папа Лев ІІІ, римський люд кинувся грабувати заміські папські палаци, тому, щоб зупинити грабунки, а також, унеможливити вплив франків на вибір папи, через 10 днів було спішно проведено вибори нового папи, яким і став Стефан, хоча він й не отримав згоди імператора франків. Продовжував політику свого попередника. Відразу після свого обрання наказав римському населенню присягнути на вірність королю франків Людовику I Благочестивому. У серпні 816 року Стефан IV особисто прибув до короля Людовика І і коронував його з дружиною як імператора у Реймсі, хоча Людовик І уже й був коронований у 813 році, але без участі папи. Після повернення до Риму помер. Пізніше був канонізований католицькою церквою.